# Electrona carlsbergi
Electrona carlsbergi är en fiskart som först beskrevs av Tåning 1932.  Electrona carlsbergi ingår i släktet Electrona och familjen prickfiskar. Inga underarter finns listade i Catalogue of Life.